# 이진 (1942년)
이진(李進, 1942년 8월 17일~)은 대한민국의 정치인이다. 충청남도 공주시 출신이며 본관은 전주이다. 제12대 국회의원을 지냈다.

## 학력
- 공주중학교 졸업
- 서울고등학교 졸업
- 서울대학교 문리과대학 외교학과 졸업

## 주요 경력
- 민주공화당 보건사회, 농수산, 상공, 경과, 예결 전문위원
- 민주정의당 정책국장
- 정무장관(제1)실 보좌관 (1981년 7월 1일 ~ 1985년 7월 19일)
- 민주정의당 정책조정실 부실장, 부대변인
- 국무총리비서실장 (1988년 3월 5일 ~ 1990년 12월 27일)
- 국정교과서 이사장
- 환경처 차관 (1992년 1월 9일 ~ 1992년 6월 30일)
- 국립공주대학교 환경교육과 교수
- 공주영상정보대학 학장
- 대한민국헌정회 헌정인권특별위원회 위원장

## 역대 선거 결과
|  | 35.6% |

|  | 35.25% |